# يوهانس باومان
يوهانس باومان (الألمانية السويسرية الموحدة: Johannes Baumann) هو قاضي ومحامي وسياسي سويسري، ولد في 27 نوفمبر 1874 في سويسرا، وتوفي في 8 سبتمبر 1953 في سويسرا. حزبياً، نشط في الحزب الديمقراطي الحر (سويسرا). وقد انتخب رئيس مجلس الولايات السويسري وانتخب عضو مجلس الولايات السويسري وانتخب عضو المجلس الفيدرالي السويسري.